# Superman 64
«Супермен: Новые приключения» (часто называемая «Супермен 64») — приключенческая игра, разработанная и изданная Titus Software для игровой консоли Nintendo 64 в 1999 году. Игра основана на телесериале «Superman: The Animated Series». «Супермен 64» был изначально выпущен в Северной Америке 31 мая 1999 года, в Европе игра появилась 23 июля 1999 года.
По сюжету игры, Лекс Лютор создал виртуальную версию Метрополиса, Супермен проникает в межпространственный портал Лекса, где Лютор объясняет, что Супермену придётся лететь через лабиринт из колец, разбросанных по виртуальному Метрополису, чтобы спасти своих друзей.
Игра печально известна своей отрицательной оценкой прессой и приёмом у фанатов, считается одной из худших игр всех времён. Несмотря на критику, данные NPD Group показывают, что «Супермен 64» был лидером продаж в Северной Америке в течение июня 1999 года.
После ошеломляюще отрицательного приёма версии для N64, Titus Software полностью переработали игру для PlayStation. Тем не менее, из-за истечения лицензии Warner Bros., Titus была не в состоянии выпустить версию для PlayStation, отменив релиз в 2000 году.

## Геймплей
«Супермен 64» представляет собой трёхмерный приключенческий платформер, действие которого разворачивается в виртуальной версии Метрополиса, созданной Лексом Лютором. Виртуальный Метрополис наполнен, как утверждают разработчики, «криптонитовым туманом», который Лютор использует, желая ослабить способности Супермена (на самом деле туман в игре используется для маскировки плохой прорисовки).
В основном режиме однопользовательской игры, игрок берёт на себя роль Супермена, который сражается с Лютором, путём выполнения различных заданий и решая головоломки. Супермен может ходить, летать, драться с врагами и использовать супер-силу для поднятия и переноса больших объектов. Другие супер-способности Супермена, такие как лазерные лучи, замораживающее дыхание и рентгеновское зрение, доступны только после сбора бонусов на определённых уровнях, и весьма ограниченны.
Если Супермен подвергается нападению врагов, находится в опасности или приблизился к криптониту, его здоровье будет уменьшаться. В случае полной потери героем здоровья, игра будет завершена (сопровождается экраном с надписью «ЛЕКС ПОБЕДИЛ»), а игроку будет предложено начать текущий уровень заново. Игра также закончится, если нападению подвергнется гражданский, и если истечёт время, выделенное на выполнение определённого задания.
«Супермен 64» состоит из четырнадцати уровней, семь из которых являются «Полетными уровнями», другие же семь — «Уровнями с лабиринтами». В «полетных» уровнях действие разворачивается в воздушном пространстве Метрополиса, где игроку предстоит направлять Супермена через серию цветных колец, а затем завершить задание с лимитированным временем, например: защитить гражданского или победить всех врагов в схватке. В части уровня, где нужно пролетать сквозь кольца, игроку также даётся лимит времени, составляющий от одной до десяти минут. Если игрок пропустит три кольца, не уложится в время или не выполнит финальное задание, следующее непосредственно за полётом, ему придётся начать миссию с сегмента с кольцами.
Игра включает в себя два режима многопользовательской игры (гоночный режим и режим боя), в которые могут играть до четырёх человек. В режиме боя игроки должны победить своих противников, бросая в них различные виды оружия и другие предметы. В гоночном режиме игроки управляют космическим кораблём, при этом кольца выстреливают из задней части корабля противника.

## Сюжет
Лекс Лютор создал виртуальную версию Метрополиса. Во время боя с Лексом в его кабинете в «LexCorp», Супермен становится свидетелем захвата его друзей (Лоис Лейн, Джимми Олсена и профессора Эмиля Гамильтона) в виртуальном пространстве. Супермен входит в межпространственный портал Лекса, где Лютор говорит Супермену, что тому предстоит пролететь через лабиринт из колец, разбросанных по виртуальному Метрополису, чтобы спасти своих друзей. В игре Супермен так же сражается с другими злодеями: Паразитом, Дарксайдом, Брейниаком, Мало и Металло.

## Производство и выпуск
«Супермен: Новые приключения» была создана французскими разработчиками Titus Software. Создание заняло два года. Впервые она была представлена на выставке E3 в 1997 году, а затем показана на выставке E3 в 1998. Эрик Каен, продюсер игры и соучредитель Titus Software, заявил, что главная цель заключалась в создании первой видеоигры про супергероя, где игрок будет вести себя как супергерой.
В 2011 году в e-mail-интервью интернет-персоналии ProtonJon Каен заявил, что производство сильно страдало из-за вмешательства обладателей лицензий на образ Супермена — DC Comics и Warner Bros., которые контролировали многочисленные аспекты игрового дизайна. Эти аспекты включали ограниченное использование способностей Супермена, а также перенос действия игры в виртуальный Метрополис, что было связано с желанием избежать драк Супермена с «живыми людьми».
Выход игры был отложен на шесть месяцев в связи с длительным процессом утверждения; в итоге менее десяти процентов оригинального дизайна было включено в конечный продукт. Каен также отметил, что оригинальный дизайн был «слишком амбициозным по сравнению с тем, что N64 могла предложить».

## Приём и наследие

### Критика
| Сводный рейтинг    | Сводный рейтинг |
| Агрегатор          | Оценка          |
| ------------------ | --------------- |
| GameRankings       | 22,90 %         |
| Иноязычные издания |                 |
| Издание            | Оценка          |
| AllGame            | [ 9 ]           |
| EGM                | 2/10            |
| Game Informer      | 1,25/10         |
| GameRevolution     | F               |
| GameSpot           | 1,3/10          |
| IGN                | 3,4/10          |
| Nintendo Power     | 4,7/10          |

«Супермен» был разгромлен критиками, набрав всего 22,90 % балла на GameRankings, часто игру называют одной из худших видеоигр всех времён. В основном, жалобы касались управления в игре, графики и геймплея в целом. Управление полётом Супермена было подвержено резкой критике со стороны нескольких журналистов за плохую отзывчивость и тот факт, что иногда требовалось несколько нажатий на кнопку для взлёта или посадки.
Мэтт Кассамассина из IGN, оценивший «Супермена» в 3,4 из 10, полагает, что разработчик «не имел иных приоритетов, кроме как закончить производство игры» и отметил, что игре присуще «чувство торопливости и наплевательства». Кассамассина утверждает, что это чувство «перетекает в визуальные эффекты игры», критикуя изменчивую частоту кадров, чрезмерное использование тумана и частый клиппинг среды и объектов в игре. Он также подверг критике плохую детекцию столкновений, обилие глюков и плохой искусственный интеллект врага. Кассамассина заключил своё ревью словами: «[Супермен] изготовлен так плохо, что на его фоне мясник может заработать репутацию выдающегося экшн-героя».
Джо Филдер из GameSpot посчитал графику «неудовлетворительной даже для первого поколения N64 игр». Филдер дал игре оценку 1,3 из 10, что сделало «Супермена» четвёртой самой низко оцененной игрой на GameSpot, заявив, что «Это просто худшая игра, в которую я когда-либо играл … у неё нет иных целей, кроме как демонстрация наинизшей точки дна».

### Продажи
Несмотря на критику, данные NPD Group показывает, что «Супермен» был лидером продаж в Северной Америке в течение июня 1999 года. В июле того же года Titus объявили, что «Супермен» получил звание третьей самой продаваемой игры для N64.

### Награды и рейтинги
В списке «20 худших игр всех времен», составленном Seanbaby для Electronic Gaming Monthly, игра была поставлена на седьмое место. Она также была названа второй в серии статей G4 «10 худших игр 90-х годов». Журнал Nintendo Power провозгласил «Супермена» худшей игрой на системе Nintendo. На MTV’s Gamer’s 2.0 была признана худшей игрой 1999 года. Также возглавила список GameSpy из десяти худших видеоигр по мотивам комиксов, составленный журналистом Дэвидом Чэпменом. На GameTrailers стала № 1 в списке худших игр всех времён, опередив пресловутую E.T. the Extra-Terrestrial для Atari 2600.
Игра была представлена в Книге рекордов Гиннесса, как наименее рейтинговая игра о супергерое. В нескольких выпусках австралийской и британской версий Официального Журнала Nintendo присутствовали шутливые игры-лабиринты, названные «Реши мою задачку» — по мотивам фразы Лекса Лютора, которую он произносит во время печально известного уровня с кольцами. Также игра возглавила список «Топ 10 худших игр всех времен», составленный GameTrailers по результатам голосования своих зрителей.

## Версия для PlayStation
После провала у критиков версии для N64, Titus Software решили полностью переработать «Супермена» для PlayStation. Игра получила одобрение от Sony, но лицензия от Warner Bros. истекла, а Titus были не в состоянии оплатить продление. Результатом стала отмена релиза в 2000 году. По словам продюсера игры, Эрика Каена, было сделано около 400 тысяч предварительных заказов, а стоимость отмены обошлась Titus в значительную сумму денег. Сайт Playstationmuseum.com поставил игре 4 из 5 звезд.